# Checoslováquia nos Jogos Olímpicos de Inverno de 1972
A Checoslováquia mandou 41 competidores que disputaram seis modalidades nos Jogos Olímpicos de Inverno de 1972, em Sapporo, no Japão. A delegação conquistou 3 medalhas no total, sendo uma de ouro, e duas de bronze.